# La Llacuna
La Llacuna là một đô thị trong comarca Anoia, Catalonia, Tây Ban Nha. Dân số 878 người (2007). Đây là một nơi du lịch.

## Địa lý
- Độ cao: 615 m trên mực nước biển.
- Diện tích: 52,49 km²
- Điện thoại: (0034) 938976063